# KkStB 8 sorozatú szerkocsi
A kkStB 8 sorozatú szerkocsi egy szerkocsi sorozat volt az osztrák cs. kir. Államvasutaknál (k.k. österreichischen Staatsbahn, kkStB), melyek eredetileg a Kaiser Ferdinands-Nordbahn (KFNB), a Kronprinz Rudolf-Bahn-tól (KRB) és a Mährisch-Schlesische Centralbahn (MSCB) származtak.
A KFNB 1871-ben rendelte ezeket a szerkocsikat a StEG mozdonygyárától, a Floridsdorfi Mozdonygyártól és a Bécsújhelyi Mozdonygyártól. 1872-1873-ban az MSCB szintén rendelt floridsdorfból 14 db-ot, azután 1891-1892-ben ismét 3-at. A KRB 1873-ban hat darabot, majd 1877-ben még egy db-ot vásárolt Florisdorfból.
Az államosítások után a kkStB a hozzá került szerkocsikat a 8 szerkocsi sorozatba osztotta. A pontos számok a táblázatban láthatóak. A KFNB eredetű szerkocsikat továbbra is a KFNB 149 és 51 sorozathoz voltak hozzárendelve. Ugyanez volt a helyzet a MSCB eredetűekkel is. Amelyek az 54.50-63  és a 103 sorozat mozdonyaival üzemeltek. A KRB eredetűek viszont szabadon voltak használhatóak a 2, 4, 7, 12, 21, 122, 28, 33, 47, 48, 50, 52, 54, 56, 59, 70, 73 és 76 sorozatú mozdonyokhoz.

## A szerkocsik műszaki adatai
| KFNB 2 szerkocsi sorozat / KRB TR I / MSCB 1–14, 27–29 / kkStB 8 szerkocsi sorozat | KFNB 2 szerkocsi sorozat / KRB TR I / MSCB 1–14, 27–29 / kkStB 8 szerkocsi sorozat | KFNB 2 szerkocsi sorozat / KRB TR I / MSCB 1–14, 27–29 / kkStB 8 szerkocsi sorozat | KFNB 2 szerkocsi sorozat / KRB TR I / MSCB 1–14, 27–29 / kkStB 8 szerkocsi sorozat | KFNB 2 szerkocsi sorozat / KRB TR I / MSCB 1–14, 27–29 / kkStB 8 szerkocsi sorozat | KFNB 2 szerkocsi sorozat / KRB TR I / MSCB 1–14, 27–29 / kkStB 8 szerkocsi sorozat |
| Műszaki adatok                                                                     | Műszaki adatok                                                                     | Műszaki adatok                                                                     | Műszaki adatok                                                                     | Műszaki adatok                                                                     | Műszaki adatok                                                                     |
| ---------------------------------------------------------------------------------- | ---------------------------------------------------------------------------------- | ---------------------------------------------------------------------------------- | ---------------------------------------------------------------------------------- | ---------------------------------------------------------------------------------- | ---------------------------------------------------------------------------------- |
|                                                                                    | 8.01–07                                                                            | 8.08–21                                                                            | 8.22–66, 79–90, 100–114                                                            | 8.67–78, 91–95, 99, 115–118                                                        | 8.96–98                                                                            |
|                                                                                    | KRB TR I                                                                           | MSCB                                                                               | KFNB H 2                                                                           | KFNB H 2                                                                           | MSCB                                                                               |
| Tengelyek száma:                                                                   | 2                                                                                  | 2                                                                                  | 2                                                                                  | 2                                                                                  | 2                                                                                  |
| Tengelytávolság:                                                                   | 2840 mm                                                                            | 2840 mm                                                                            | 2840 mm                                                                            | 2840 mm                                                                            | 2840 mm                                                                            |
| Kerékátmérő:                                                                       | 970 mm                                                                             | 970 mm                                                                             | 970 mm                                                                             | 970 mm                                                                             | 970 mm                                                                             |
| Hossz:                                                                             | 5650 mm                                                                            | 5650 mm                                                                            | 5650 mm                                                                            | 5650 mm                                                                            | 5650 mm                                                                            |
| Vízkészlet:                                                                        | 10,2 m³                                                                            | 9,5 m³                                                                             | 9,5 m³                                                                             | 9,0 m³                                                                             | 10,0 m³                                                                            |
| Tüzelőanyagkészlet:                                                                | 7,5 m³                                                                             | 6,5 m³                                                                             | 6,4 m³                                                                             | 6,4 m³                                                                             | 6,5 m³                                                                             |
| Üres tömeg:                                                                        | 11,5 t                                                                             | 10,5 t                                                                             | 11,0 t                                                                             | 12,0 t                                                                             | 10,5 t                                                                             |
| Szolgálati tömeg:                                                                  | 26,5 t                                                                             | 24,0 t                                                                             | 25,6 t                                                                             | 26,1 t                                                                             | 25,0 t                                                                             |
| Kapcsolt mozdonyok típusa:                                                         | szövegben                                                                          | 54.50–63                                                                           | 149, 51                                                                            | 149, 51                                                                            | 103.01–08                                                                          |

## Fordítás
- Ez a szócikk részben vagy egészben  a   kkStB Tenderreihe 8 című német Wikipédia-szócikk fordításán alapul.  Az eredeti cikk szerkesztőit annak laptörténete sorolja fel. Ez a jelzés csupán a megfogalmazás eredetét és a szerzői jogokat jelzi, nem szolgál a cikkben szereplő információk forrásmegjelöléseként.